# 伊斯兰葬礼
伊斯兰教葬礼（阿拉伯语：‎）是指穆斯林的喪葬習俗。伊斯蘭教法要求人死後其尸体要尽快埋葬，在此之前要进行简单的仪式，先沐浴，穿上麥加朝覲時之戒衣(ihram)，裹屍，然后是萨拉赫（祈祷），並不用棺木面朝麥加垂直下葬。葬礼通常在死亡后24小时内进行，以保护生者不受任何因尸體腐爛造成的卫生问题的影响，不過战斗中死亡的人或是生前觸犯教規的人例外，在这些情况下，在埋葬前确定死因很重要。若然死者在海上去世，而又距離陸地很遠，短時間內沒法回到陸上，那伊斯蘭教容許讓死者面朝麥加海葬，但任何情況下嚴禁火葬。